# FC Edmonton
El FC Edmonton fue un club de fútbol de Canadá con sede en la ciudad de Edmonton, provincia de Alberta. Fue fundado en 2010. Entre el 2011 y 2017, participó en la North American Soccer League, la considerada segunda división del fútbol profesional estadounidense. De 2019 a 2022 formó parte de la Canadian Premier League, y fue considerado como equipo inaugural junto al Valour y el Forge.

## Historia
FC Edmonton fue fundado en febrero de 2010 por los hermanos Tom y Dave Fath. El equipo pasó 2010 preparándose para su primera temporada competitiva en 2011, estableciendo campos de entrenamiento para captar y firmar jugadores, así como en la configuración administrativa para sus operaciones y disputando partidos de exhibición. El FC Edmonton jugó su primer partido el 16 de junio en el Foote Field contra el Montreal Impact, ganando 3-0. En 2010 programaron cinco partidos amistosos contra clubes estadounidenses y canadienses y otros tres equipos internacionales (Portsmouth FC, Victoria Highlanders FC, Colo-Colo). El equipo también jugó un partido honorífico contra el equipo de las Fuerzas Armadas de Canadá, en el Día de Canadá, el 1 de julio de 2010.
En diciembre de 2010, el primer entrenador del club, el holandés Dwight Lodeweges, y su compatriota y asistente técnico Hans Schrijver, dejaron Edmonton por un trabajo en Japón. Harry Sinkgraven fue nombrado nuevo entrenador en jefe poco después.
El equipo jugó su primer encuentro oficial el 9 de abril de 2011 en el marco de la North American Soccer League, una victoria por 2–1 sobre los Fort Lauderdale Strikers. El primer gol en la historia del club fue marcado por Shaun Saiko.
Hans Schrijver regresó al equipo como asistente en 2012. Sinkgraven y Schrijver fueron liberados por el club el 28 de septiembre de 2012 después de que el equipo se perdiera los playoffs.
En noviembre de 2017 el FC Edmonton anunció el cese de operaciones de manera inmediata debido al futuro incierto de la NASL dentro del seno de ligas de la Federación de Fútbol de los Estados Unidos. Estuvo inactivo hasta el 5 de junio de 2018.
Ese día se anunció que la recién formada Canadian Premier League había aprobado la ciudad de Edmonton para ser la sede de un club profesional para competir en su torneo de liga. Tres días después, el club anunció su regreso al fútbol profesional. Además de confirmar su lugar en la liga para la temporada 2019, el club también reveló una nueva cresta y marca.
El 3 de julio de 2018, el club nombró al exentrenador asistente y director técnico de la academia Jeff Paulus como nuevo entrenador en jefe.
Luego de terminar en el último lugar en la temporada 2020, Jeff Paulus renunció como entrenador en jefe y gerente general. El 24 de noviembre de 2020, Alan Koch fue nombrado entrenador en jefe y director de operaciones.
En la temporada 2022 terminó último lugar de la Canadian Premier League. Después de la temporada, la CPL rescindió los derechos de Fath Group para operar el equipo en la CPL y dijo que la liga no operará un equipo en el mercado de Edmonton para la temporada 2023, provocando la desaparición de FC Edmontnon.

## Uniforme
- Uniforme titular: Camiseta azul, pantalón azul, medias azules.
- Uniforme alternativo: Camiseta blanca, pantalón blanco, medias blancas.

### Indumentaria y patrocinador
| Período       | Proveedor |
| ------------- | --------- |
| 2009-2011     | Umbro     |
| 2012-2016     | Adidas    |
| 2017          | Inaria    |
| 2018-presente | Macron    |

| Período       | Patrocinador    |
| ------------- | --------------- |
| 2010-2012     | Sears Financial |
| 2013-2017     | The Fath Group  |
| 2019-presente | OneSoccer       |

## Estadio

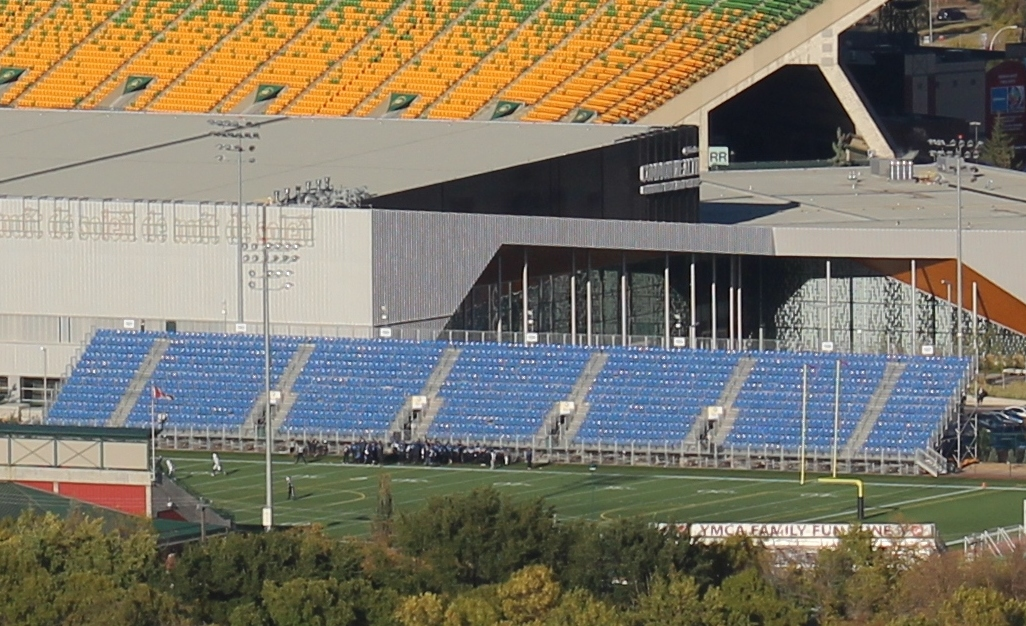
Clarke Stadium.

Juega de local en el Clarke Stadium, que está ubicado en Edmonton (Alberta). Fue la sede del equipo cuando disputó la North American Soccer League, salvo en su primer año en el 2011, donde ejerció como local en el Foote Field, un estadio con capacidad para 3.500 personas, que es la pieza central de una instalación deportiva polivalente en el campus de la Universidad de Alberta.

## Rivalidades
El principal y único rival del FC Edmonton es el Cavalry FC. Ambas escuadras disputan el Al Classico, el clásico de Alberta, que está inspirado en El Clásico entre el FC Barcelona y el Real Madrid. El nombre de este rivalidad fue elegido por la afición de los dos clubes. El primer juego entre estos equipos se jugó el 19 de mayo de 2019, el conjunto de Edmonton cayó por 1-0.
En su paso por la North American Soccer League, de 2011 a 2017, sus rivales fueron el Ottawa Fury y el NSC Minnesota Stars.

## Jugadores

### Plantilla 2023
| N.º | Nac.                         | Nombre                   | Posición         | Edad    | Procedencia            |
| --- | ---------------------------- | ------------------------ | ---------------- | ------- | ---------------------- |
| 13  | Bandera de Canadá            | Dylon Powley             | Portero          | 28 años | Gute                   |
| 1   | Bandera de Canadá            | Connor James             | Portero          | 30 años | Alberta Golden Bears   |
| 4   | Bandera de Canadá            | Allan Zebie              | Defensa          | 31 años | Agente libre           |
| 3   | Bandera de Camerún           | Jeannot Esua             | Defensa          | 28 años | Rainbow Bamenda        |
| 12  | Bandera de Trinidad y Tobago | Kareem Moses             | Defensa          | 35 años | Jaro                   |
| 5   | Bandera de España            | Ramón Soria              | Defensa          | 36 años | Formentera             |
| 8   | Bandera de Canadá            | Mélé Temguia             | Defensa          | 29 años | Valentine Phoenix      |
| 6   | Bandera de Ghana             | Edem Mortotsi            | Mediocampista    | 31 años | Agente libre           |
| 7   | Bandera de Corea del Sur     | Son Yong-chan            | Mediocampista    | 33 años | Ozone                  |
| 16  | Bandera de Canadá            | Prince Amanda            | Mediocampista    | 24 años | Academia               |
| 17  | Bandera de Canadá            | Marcus Velado-Tsegaye    | Mediocampista    | 24 años | Academia               |
| 20  | Bandera de Canadá            | Bruno Zebie              | Mediocampista    | 29 años | Calgary Foothills      |
| 23  | Bandera de Canadá            | Ajay Khabra              | Mediocampista    | 29 años | Alberta Golden Bears   |
| 14  | Bandera de Haití             | James Marcelin           | Mediocampista    | 38 años | Miami United           |
| 10  | Bandera de Canadá            | Philippe Lincourt-Joseph | Mediocampista    | 30 años | Al-Rustaq              |
| 9   | Bandera de Canadá            | Ajeej Sarkaria           | Delantero        | 30 años | Alberta Golden Bears   |
| 11  | Bandera de Canadá            | Randy Edwini-Bonsu       | Delantero        | 34 años | Tennis Borussia Berlín |
| 18  | Bandera de Inglaterra        | Tomi Ameobi              | Delantero        | 36 años | Cincinnati             |
| 26  | Bandera de Canadá            | David Doe                | Delantero        | 24 años | Agente libre           |
| 45  | Bandera de Bélgica           | Oumar Diouck             | Delantero        | 30 años | Tienen                 |
|     | Bandera de ?                 | Vacante                  | Director técnico |         | -                      |

### Mercado de transferencias
| Altas                    | Altas         | Altas                  | Altas      | Altas    | Altas    | Altas    |
| Jugador                  | Posición      | Procedencia            | Tipo       |          |          |          |
| Invierno                 | Invierno      | Invierno               | Invierno   | Invierno | Invierno | Invierno |
| ------------------------ | ------------- | ---------------------- | ---------- | -------- | -------- | -------- |
| Connor James             | Portero       | Alberta Golden Bears   | Draft.     |          |          |          |
| Dylon Powley             | Portero       | Gute                   | Libre.     |          |          |          |
| Kareem Moses             | Defensa       | Jaro                   | Libre.     |          |          |          |
| Ramón Soria              | Defensa       | Formentera             | Libre.     |          |          |          |
| Allan Zebie              | Defensa       | Agente libre.          | Libre.     |          |          |          |
| Jeannot Esua             | Defensa       | Rainbow Bamenda        | Libre.     |          |          |          |
| Mélé Temguia             | Defensa       | Valentine Phoenix      | Libre.     |          |          |          |
| Ajay Khabra              | Mediocampista | Alberta Golden Bears   | Libre.     |          |          |          |
| Edem Mortotsi            | Mediocampista | Agente libre.          | Libre.     |          |          |          |
| Son Yong-chan            | Mediocampista | Ozone                  | Libre.     |          |          |          |
| Bruno Zebie              | Mediocampista | Calgary Foothills      | Libre.     |          |          |          |
| Prince Amanda            | Mediocampista | Academia               | Promoción. |          |          |          |
| Marcus Velado-Tsegaye    | Mediocampista | Academia               | Promoción. |          |          |          |
| James Marcelin           | Mediocampista | Miami United           | Libre.     |          |          |          |
| Philippe Lincourt-Joseph | Mediocampista | Al-Rustaq              | Libre.     |          |          |          |
| Tomi Ameobi              | Delantero     | Cincinnati             | Libre.     |          |          |          |
| Oumar Diouck             | Delantero     | Tienen                 | Libre.     |          |          |          |
| Randy Edwini-Bonsu       | Delantero     | Tennis Borussia Berlín | Libre.     |          |          |          |
| Ajeej Sarkaria           | Delantero     | Alberta Golden Bears   | Draft.     |          |          |          |
| David Doe                | Delantero     | Agente libre.          | Libre.     |          |          |          |
| Verano                   |               |                        |            |          |          |          |
| Bandera de ?             |               | Bandera de ?           |            |          |          |          |

| Bajas        | Bajas    | Bajas        | Bajas    | Bajas    | Bajas    | Bajas    |
| Jugador      | Posición | Destino      | Tipo     |          |          |          |
| Invierno     | Invierno | Invierno     | Invierno | Invierno | Invierno | Invierno |
| ------------ | -------- | ------------ | -------- | -------- | -------- | -------- |
| Bandera de ? |          | Bandera de ? |          |          |          |          |
| Verano       |          |              |          |          |          |          |
| Bandera de ? |          | Bandera de ? |          |          |          |          |

- Actualizado el 26 de febrero de 2019

### Draft 2018
| N.º | Nac.              | Nombre          | Posición  | Edad    | Procedencia          |
| --- | ----------------- | --------------- | --------- | ------- | -------------------- |
|     | Bandera de Canadá | Connor James    | Portero   | 30 años | Alberta Golden Bears |
|     | Bandera de Canadá | Noah Cunningham | Defensa   | 28 años | Alberta Golden Bears |
|     | Bandera de Canadá | Ajeej Sarkaria  | Delantero | 30 años | Alberta Golden Bears |

## Entrenadores

### Cronología de los entrenadores
- Dwight Lodeweges (2010)
- Harry Sinkgraven (2010-2012)
- Colin Miller (2012-2017)
- Jeff Paulus (2018-2020)
- Alan Koch (2020-2022)